# Pendulo Studios
Pendulo Studios è un'azienda spagnola sviluppatrice di videogiochi fondata a Madrid da quattro amici appassionati di avventure grafiche. Si sono contraddistinti sempre per il loro umorismo e lo stile cartoonesco.

## Storia
Il primo successo dello studio arriva con Hollywood Monsters nel 1997, ma è con la saga di Runaway che avviene la consacrazione, iniziata nel 2001 e conclusasi otto anni più tardi col terzo ed ultimo capitolo.
Nel 2011 pubblicano The Next Big Thing, noto in Italia e Spagna con il nome di Hollywood Monsters 2. Il gioco viene distribuito in Italia, come già per altri loro titoli in passato, da FX Interactive.
Nella prima parte del 2012 pubblicano Yesterday, in italia conosciuto come New York Crimes. Il gioco è stato considerato un esperimento narrativo e un thriller quasi grottesco.
Nel luglio 2012 la società lancia una campagna di crowdfunding per la realizzazione del suo nuovo gioco, Day One, che però non raggiunge la cifra necessaria di 300 000€; il progetto viene accantonato. Pendulo aveva definito il gioco come una commedia dark che sarebbe stata "più di un semplice gioco". Il protagonista sarebbe stato un giornalista che non si aspetta più nulla dalla vita e dalle menzogne che il mondo dà alla gente. il gioco sarebbe iniziato con il protagonista che avrebbe avuto un solo giorno di vita, ma che tornando a casa trova una capsula che gli fornisce altre 24 ore di vita e un messaggio che lo avrebbe portato a Parigi. Da lì sarebbe dovuta iniziare un'indagine che lo avrebbe portato a scoprire il marcio del mondo con implicazioni politiche e sociali e cercando di allontanare il giorno della sua stessa fine.
Nel dicembre 2014 dal proprio profilo Twitter la Pendulo rende noto che è in corso di realizzazione una nuova avventura in collaborazione con Microïds, il cui titolo internazionale viene rivelato con un altro tweet nel maggio dell'anno seguente: Yesterday Origins. Il gioco vede la luce solo a novembre 2016, dopo alcune posticipazioni. È un sequel di New York Crimes, che chiarisce ulteriormente la storia del protagonista John Yesterday.
A novembre 2019 l'azienda pubblica Blacksad: Under the Skin, gioco tratto dall'omonimo graphic novel del fumettista Juan Díaz Canales e del disegnatore Juanjo Guarnido. Il gioco ha toni adulti, crudi e realistici ed è stato pubblicato sempre sotto l'etichetta di Microïds.
Il 18 dicembre 2021 è stata pubblicata una nuova avventura grafica dello studio: Alfred Hitchcock - Vertigo, ispirata al celebre film La donna che visse due volte di Alfred Hitchcock (titolo originale: Vertigo). Come nelle altre avventure grafiche a partire da New York Crimes, anche questo thriller ha toni molto più adulti rispetto ai titoli storici della società.

## Videogiochi
- 1994 - Igor: Objetivo Uikokahonia
- 1997 - Hollywood Monsters
- 2001 - Runaway: A Road Adventure
- 2006 - Runaway 2: The Dream of the Turtle
- 2009 - Runaway: A Twist of Fate
- 2011 - Hollywood Monsters 2 (The Next BIG Thing al di fuori di Spagna e Italia)
- 2012 - New York Crimes (Yesterday al di fuori di Spagna e Italia)
- 2012 - Hidden Runaway
- 2016 - Yesterday Origins
- 2019 - Blacksad: Under The Skin
- 2021 - Alfred Hitchcock - Vertigo
- 2023 - Tintin Reporter - Cigars of the Pharaoh